# Rhombophryne be
Espèce
Synonymes
- Stumpffia be Köhler, Vences, D'Cruze & Glaw, 2010

Rhombophryne be est une espèce d'amphibiens de la famille des Microhylidae.

## Répartition
Cette espèce est endémique du Nord de Madagascar. Elle se rencontre dans la réserve spéciale d'Ankarana.

## Étymologie
Le nom spécifique be vient du malgache be, large, en référence à la taille de cette espèce par rapport à la plupart des autres espèces du genre Stumpffia.

## Publication originale
- Köhler, Vences, D'Cruze & Glaw, 2010 : Giant dwarfs: discovery of a radiation of large-bodied 'stump-toed frogs' from karstic cave environments of northern Madagascar. Journal of Zoology, vol. 282, no 1, p. 21-38.